# Pseudanthias fucinus
Pseudanthias fucinus és una espècie de peix de la família dels serrànids i de l'ordre dels perciformes.

## Morfologia
- Nombre de vèrtebres: 26.[4]

## Hàbitat
És un peix marí de clima subtropical que viu entre 122-280 m de fondària.

## Distribució geogràfica
Es troba a les Hawaii.